# Église de l'Invention-de-Saint-Étienne d'Ens
L'église de l'Invention-de-Saint-Étienne d'Ens est une église catholique du XIIe siècle située à  Ens, dans le département français des Hautes-Pyrénées en France.

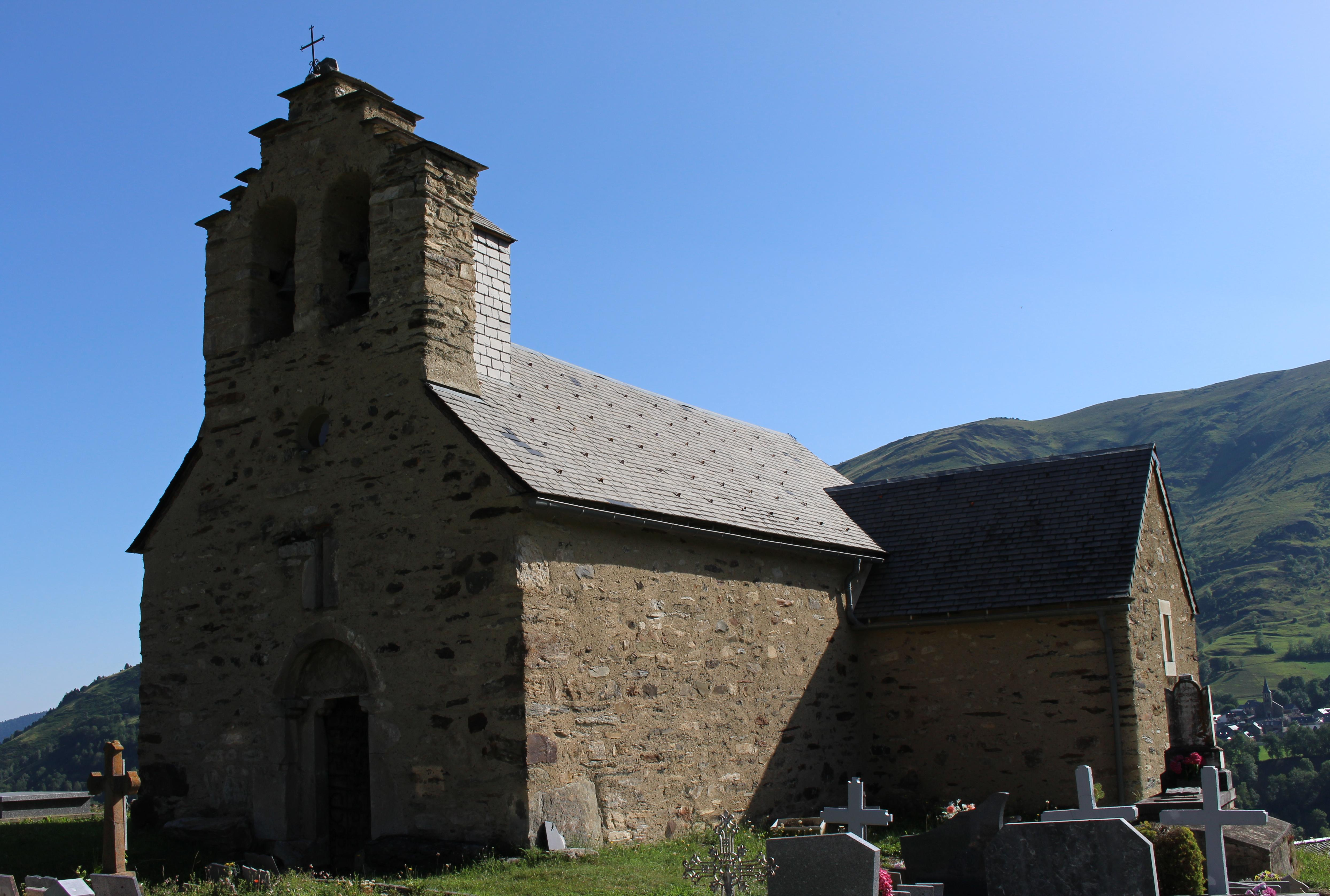

## Localisation
Elle se situe sur un replat glaciaire en soulane (versant sud) au nord du village a 1191 m d'altitude d'où elle domine la vallée.

## Historique
Bâtie au cours du XIIe siècle, l'église fut associée à un hospice pour voyageurs et pèlerins en route vers Saint-Jacques-de-Compostelle.
Des travaux de rénovation de l'église ont lieu dans la moitié du XVIIe siècle au moment de la Réforme catholique qui comportent une fausse voûte en berceau brisé de bois polychrome qui vient couvrir la nef et le tabernacle baroque réalisé par Jean Bacqué (artiste local) qui prend place sur le maître d'autel.
Puis, une dernière restauration est effectuée en 1895 par M.G Rolland de Guchen.

## Architecture
L'église de style roman présente les caractéristiques de la vallée d'Aure. C'est un rectangle orienté est-ouest, de dimension modeste qui ouvre sur une courte nef prolongé par une abside semi-circulaire à l'est et bordée à l'ouest par un clocher-mur à baies géminées.

De l'église romane originelle, il ne reste que le portail daté de la fin du XIIe siècle. L'intérêt de celui-ci réside dans son tympan monolithe représentant un chrisme associé à un personnage tenant une crosse dans sa main droite. Figure du pèlerin, du berger ou du bon pasteur.
Le vantail de la porte datant du Moyen Âge est décoré de huit fausses pentures refendues en volutes et d'une serrure remarquable. Ces éléments présentent des motifs incisés de points et de chevrons.

## Galerie de photos

Sélection de vues diverses
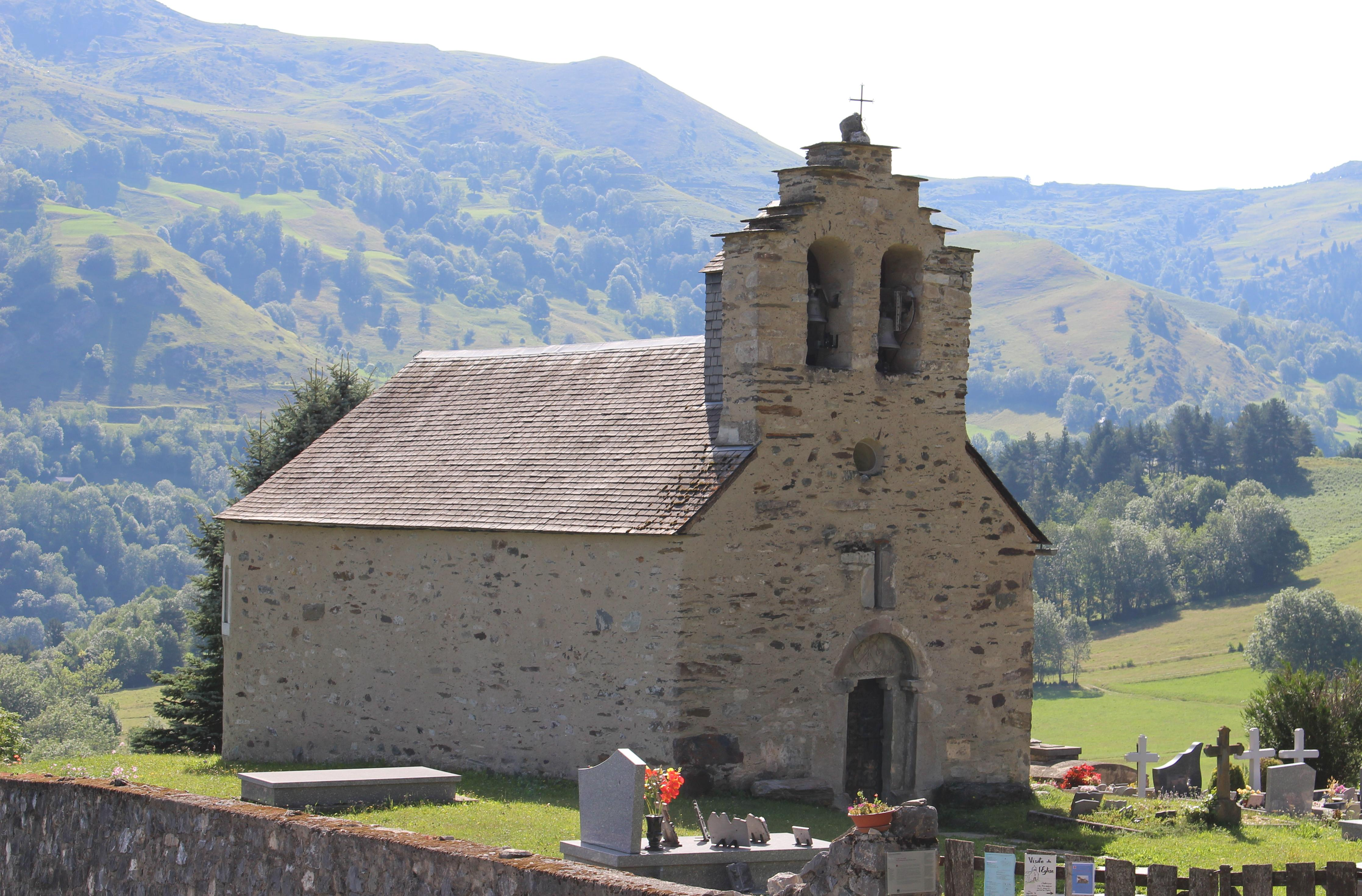
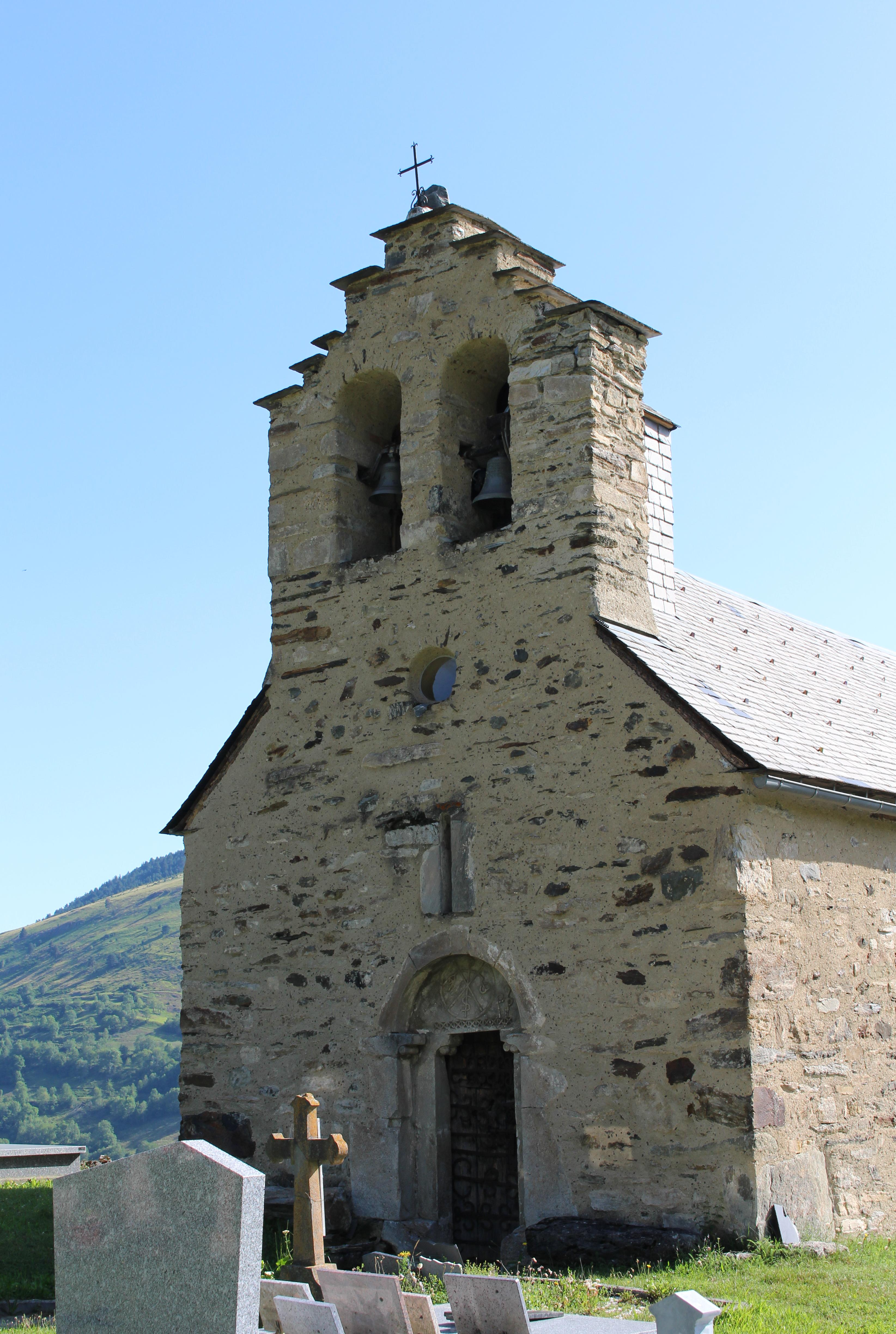
Clocher-mur.
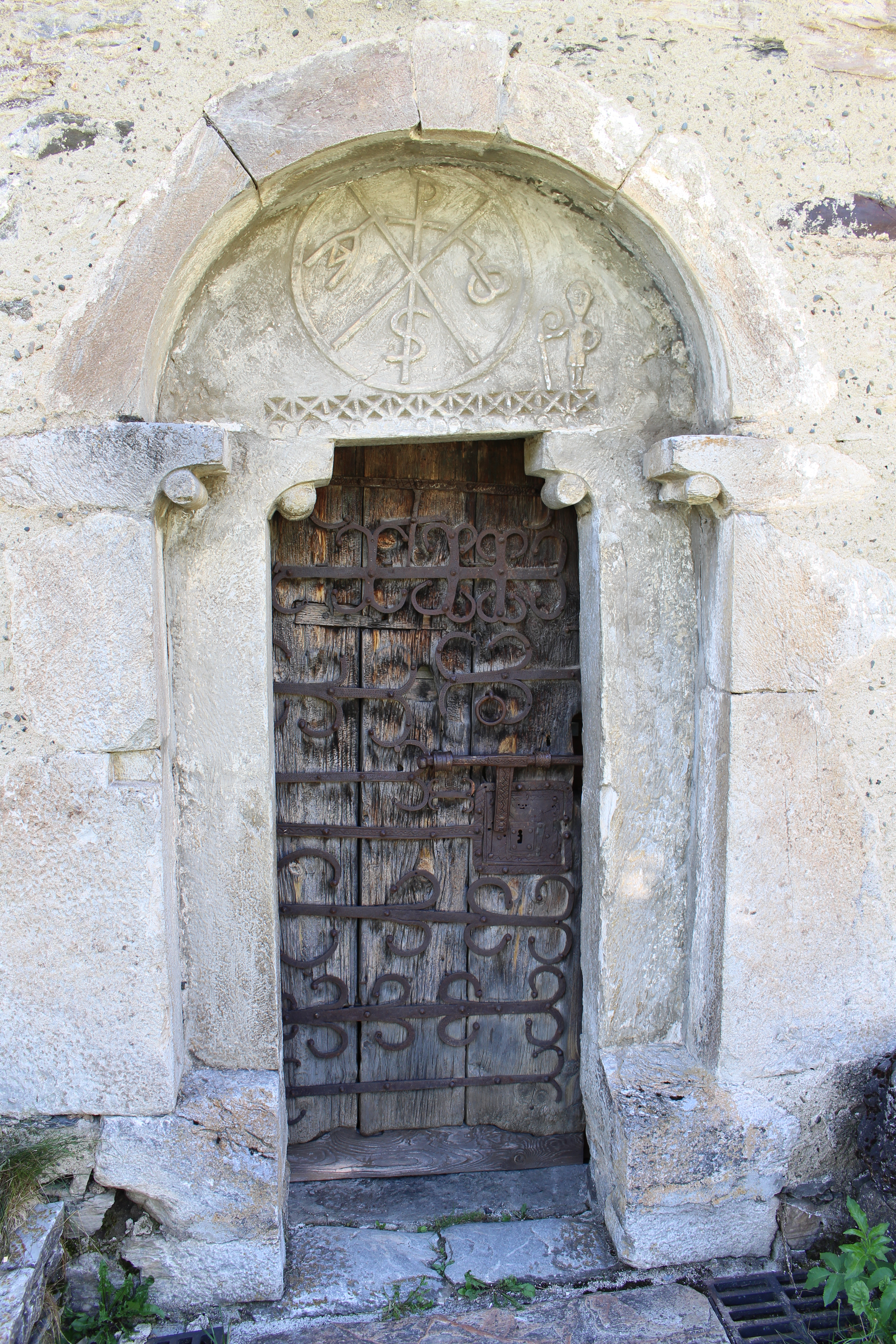
Porte.
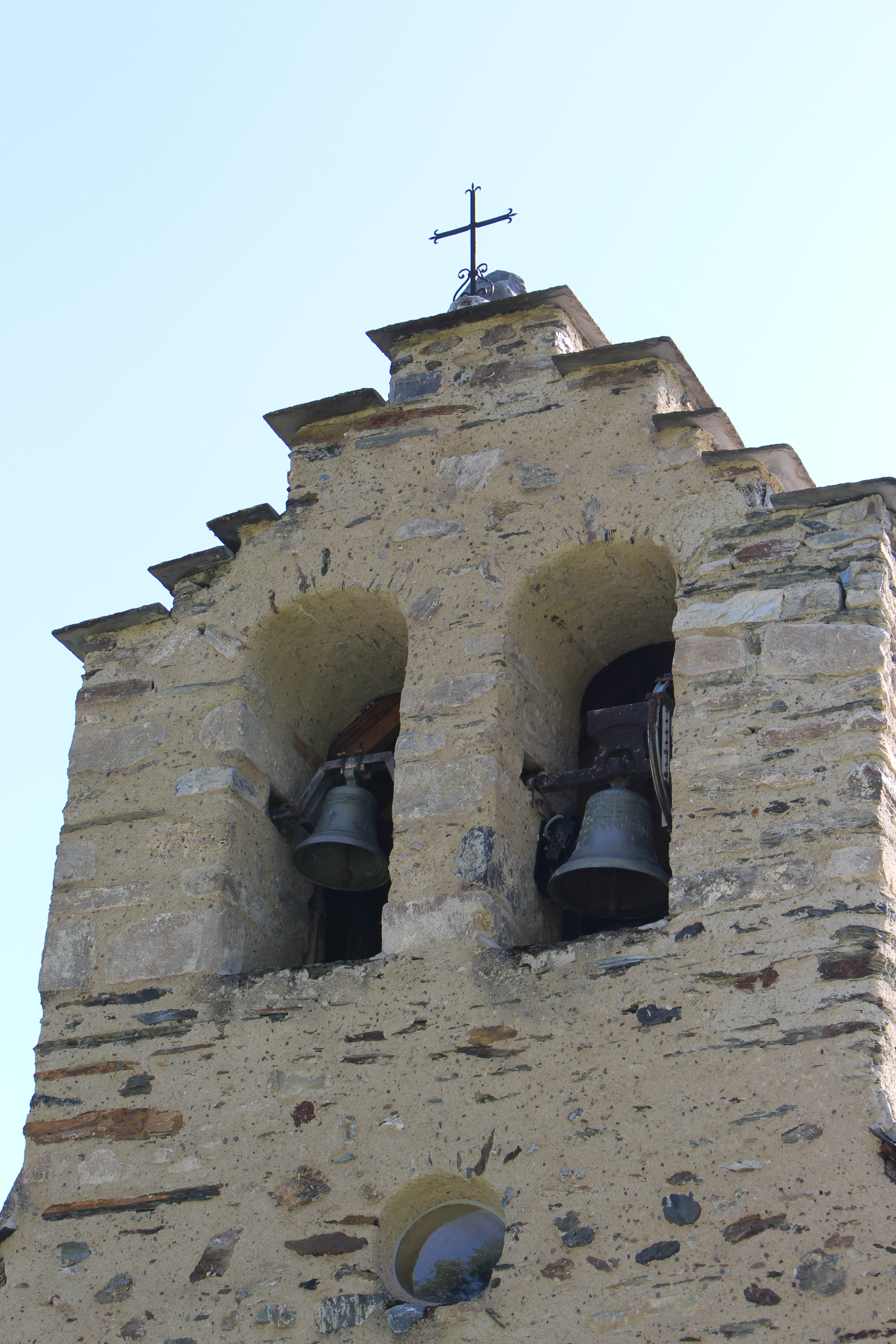
Cloches.